# August Gruber
August Gruber (* 8. Oktober 1853 in Genua; † 23. November 1938 in Schachen) war ein Protozoologe.

## Leben und Wirken
Seine Eltern waren der Kaufmann Gustav Adolf Gruber und Julie Schönleber. Er studierte Naturwissenschaften in Freiburg, Graz und Leipzig, wo er 1878 mit der Arbeit Über zwei Süsswasser-Calaniden zum Dr. phil. promoviert wurde. 1879/80 war er Assistent am Zoologischen Institut der Albert-Ludwigs-Universität Freiburg bei August Weismann. Nach seiner Habilitation war er hier zunächst Privatdozent und Assistent, bis er 1883 zum a.o. Professor ernannt wurde. Er forschte zu Süßwasser-Calciden, Daphniden und Urtiere. Er führte auch Untersuchungen über die Zellteilung durch. Zwischen 1878 und 1900 verfasste er etwa 49 Arbeiten. Von 1890 bis 1893 war er Schriftführer des Oberbadischen Zweigvereins des deutschen Colonialvereins und 1892 auch Vizepräsident der Anthropologischen Gesellschaft. Dreißig Jahre lang war er Vorstand des Freiburger Kunstvereins. Mehrere Jahre war er im Freiburger Stadtrat und 1895 als Kommissionsmitglied an der Gründung des städtischen Museums für Natur- und Völkerkunde beteiligt. Er gehörte dem Landesausschuss Baden des Deutschen Flottenvereins und dem Beirat des Luisen-Frauen-Vereins an, der 1904 Spenden für die deutschen Truppen im Herero-Krieg sammelte. 1906 wurde er zum Geheimen Hofrat ernannt. 1912 wurde er Vertreter des Institutsdirektors, trat aber im folgenden Jahr vom Lehramt zurück.
Mit seiner Ehefrau Eva, einer Tochter des Georg von Wedekind, hatte er acht Kinder, darunter den Zoologen Karl Gruber. Der Maler Gustav Schönleber war sein Vetter. Sein Sohn Karl wurde 1904 Deutscher Meister im Skispringen. Er wählte die von seinem Onkel Friedrich Gruber erbaute Villa Lindenhof in Lindau am Bodensee zu seinem Alterssitz. An seinem 75. Geburtstag ernannte die Stadt ihn zum Ehrenbürger. Im Jahr 1885 wurde er zum Mitglied der Leopoldina gewählt.

## Veröffentlichungen
- Vorläufige Mittheilung über neue Infusorien; 1879, ,
- Kleine Beiträge zur Kenntniss der Protozoen; 1880
- Über Kerntheilungsvorgänge bei einigen Protozoen; 1882
- Ueber die Einflusslosigkeit des Kerns auf die Bewegung, die Ernährung und das Wachstum einzelliger Tiere; 1883
- Mikroskopische Vivisektion des Trompetentierchens; 1884
- Die Protozoen des Hafens von Genua; In: Nova acta leopoldina 46; S. 473–539, Halle 1884
- Ueber vielkernige Protozoen; 1884
- Ueber künstliche Teilung bei Infusorien
- Studien über Amöben; 1885
- Lose Erinnerungsblätter aus meinem Leben; Freiburg 1920
- Umrisse (Autobiographische Skizze), Stuttgart 1932[7]